# Giornata mondiale della gioventù 1997
La XII Giornata mondiale della gioventù ha avuto luogo dal 19 al 24 agosto 1997 a Parigi.
Il tema dell'incontro è stato Maestro dove abiti? Venite e vedrete (Gv 1,38-39). All'incontro hanno partecipato circa 1.200.000 giovani.

## Scelta della sede
Papa Giovanni Paolo II annunciò di aver scelto Parigi come sede del XII Incontro Internazionale durante la celebrazione di chiusura della Giornata mondiale della gioventù di Manila (Angelus del 15 gennaio 1995) davanti a cinque milioni di persone, con queste parole:
Oggi desidero annunciare che la prossima Giornata mondiale della gioventù verrà celebrata a Parigi, in Francia, nell'estate del 1997. Maria del Nuovo Avvento! A te affidiamo le preparazioni per questo prossimo gioioso incontro nel cuore dell'Europa.
La scelta della nazione culla dell'Illuminismo e dell'ateismo non è stata affatto casuale.
Nel messaggio di invito all'incontro del 15 agosto 1996 il Papa, invitando i giovani a partecipare l'anno successivo alla Giornata mondiale della gioventù di Parigi ha detto:
«Viviamo in un'epoca di grandi trasformazioni, nella quale tramontano rapidamente ideologie che sembravano dover resistere a lungo all'usura del tempo e nel pianeta si vanno ridisegnando confini e frontiere. L'umanità si ritrova spesso incerta, confusa e preoccupata, ma la parola di Dio non tramonta; percorre la storia e, nel mutare degli eventi, resta stabile e luminosa. La fede della Chiesa è fondata su Gesù Cristo, unico salvatore del mondo: ieri, oggi e sempre.»

## Il programma delle Giornate

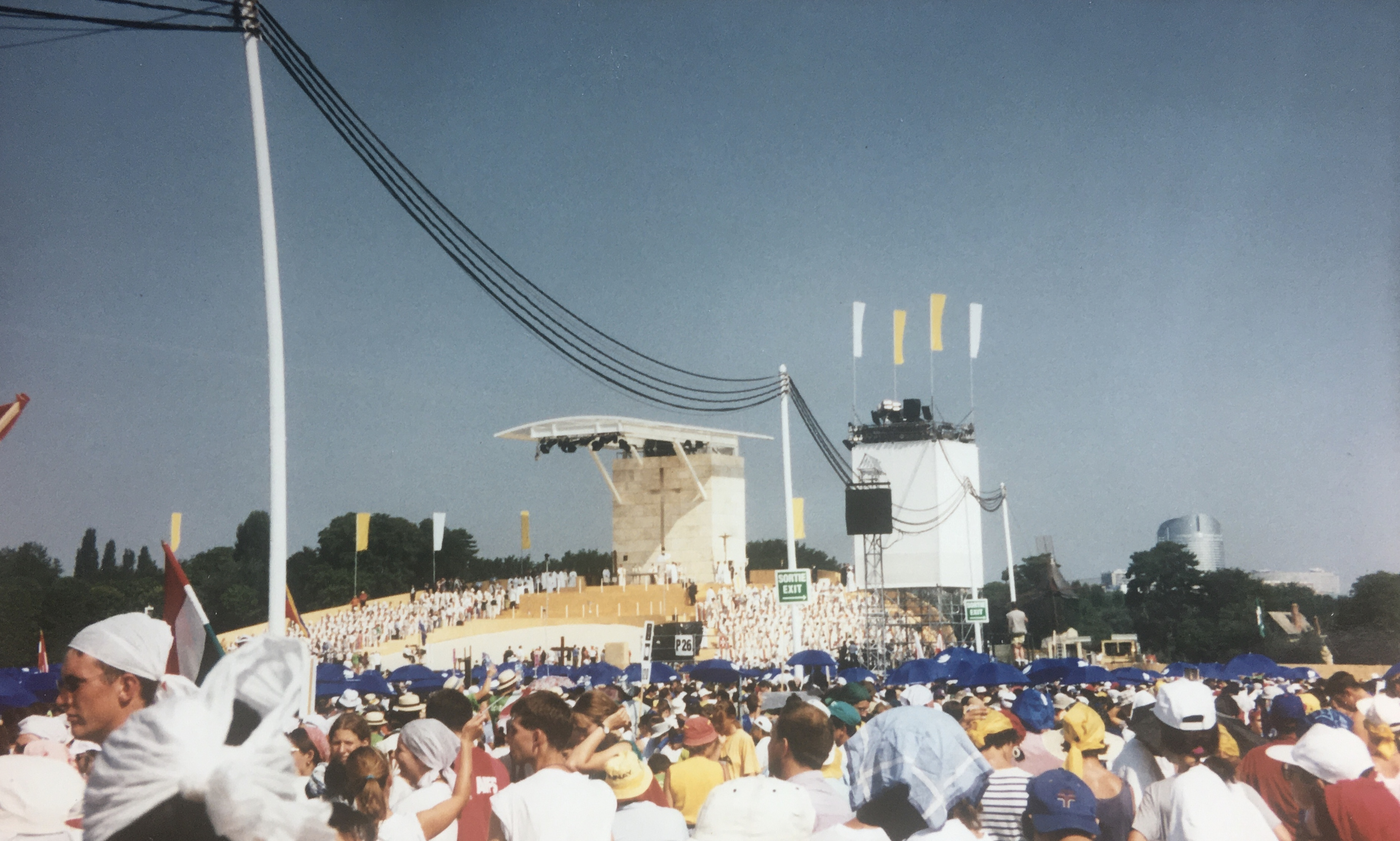
Giornata mondiale della gioventù 1997 a Parigi

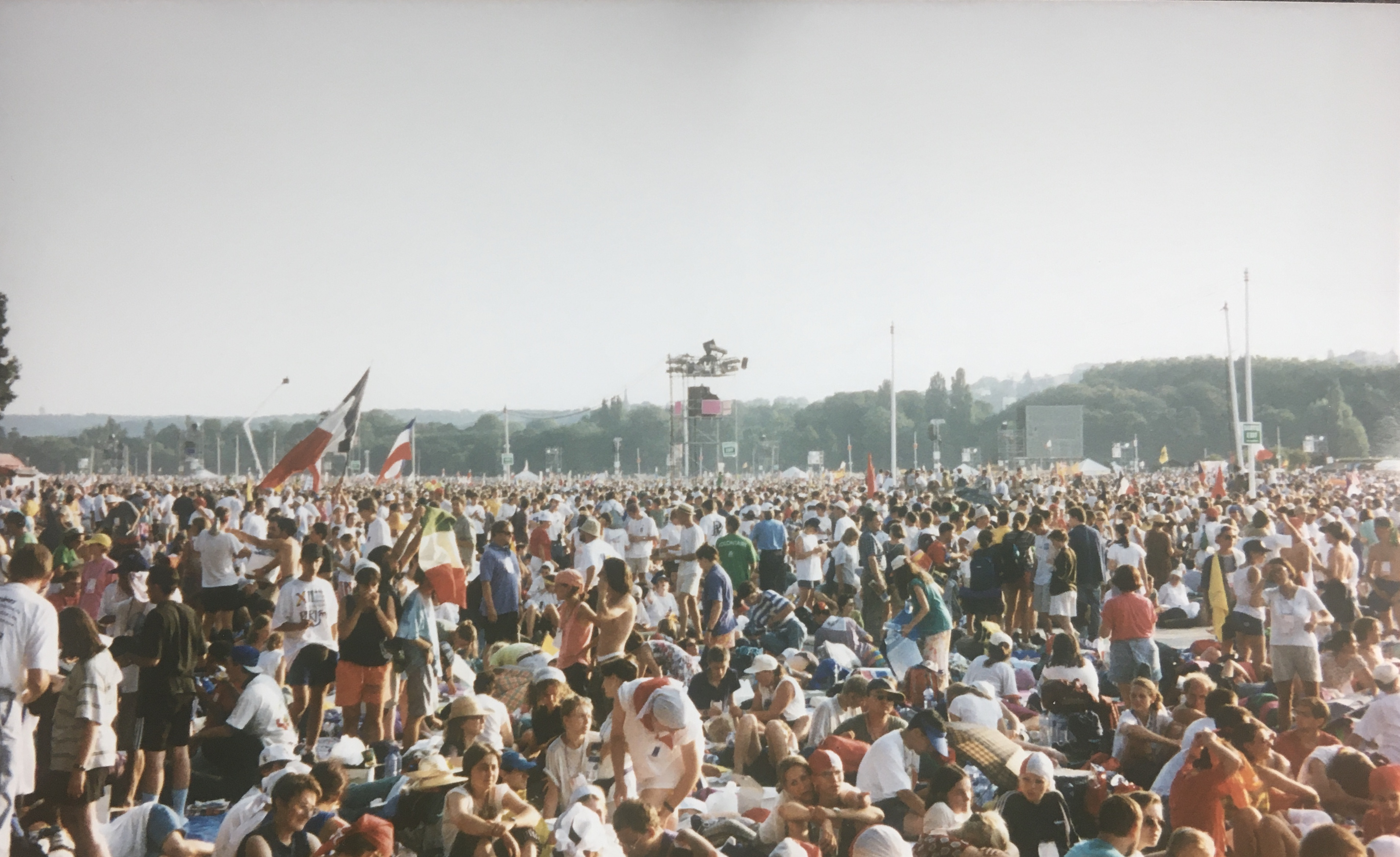
Veglia di chiusura a Longchamp.

Questa edizione della GMG è stata la prima organizzata con la formula attualmente in voga, ovvero una settimana di incontri, feste e scambi culturali tra i giovani pellegrini e i giovani residenti, con la possibilità giornaliera di partecipare alla S. Messa o alle catechesi, e di ricevere il Sacramento della Riconciliazione.

### Invitati
Tra le personalità invitate, Papa Giovanni Paolo II chiamò anche l'arcivescovo François-Xavier Nguyên Van Thuán per testimoniare ai giovani la sua esperienza.

### La veglia di chiusura
La veglia di chiusura dell'evento (23–24 agosto) si è tenuta presso l'ippodromo di Longchamps, alla presenza di 1.100.000/1.200.000 persone. Il Papa si è rivolto anche ai non cattolici in cerca di risposte sulla Fede.

## 1997-2000: tre anni anziché due
Per la prima volta tre anni, e non due, passeranno da questa edizione internazionale a quella successiva: questo per farla cadere durante l'anno giubilare.
La pausa di tre anni al posto di due diventerà prassi, a partire dall'edizione del 2002: la scelta è dovuta alla volontà di non infittire troppo il calendario, permettendo agli organizzatori di avere più tempo per preparare l'evento, ormai sempre più articolato, e ai vari gruppi, parrocchie e associazioni cristiani mondiali di avere più estati a disposizione.

## L'inno
L'inno della XII GMG è Maitre et Seigneur, Venu chez nous.

## Santi Patroni
I principali patroni della GMG del 1997 sono stati:
| Immagine | Nome                    |
| -------- | ----------------------- |
|          | Maria SS. Assunta       |
|          | San Martino di Tours    |
|          | Santa Giovanna d'Arco   |
|          | Santa Teresa di Lisieux |